# Фонтана, Оскар Маурус
Оскар Маурус Фонтана (нем. Oskar Maurus Fontana, 13 апреля 1889, Вена — 4 мая 1969, там же) — австрийский писатель и драматург, очеркист.
Учился в Венском университете. Участник Первой мировой войны 1914—1918. Неоромантические пьесы Фонтана «Сказка о безмолвии» (1910), «Молочные братья» (1912) стоят у истоков австрийского экспрессионизма. Социально-критической направленностью отмечены романы «Пробуждение» (1919), «Пленница Земли» (1928); научный и трудовой подвиг — тема романов «Путь сквозь гору» (1936), «Ангел милосердия» (1950), «Дыхание огня» (1954).
Автор многочисленных очерков — литературных портретов современных ему австрийских театральных деятелей.